# بيلا (مقاطعة نفارة)
بيلا هي بلدية في مقاطعة نوفارا في منطقة بيدمونت الإيطالية، وتقع على بعد حوالي 100 كم (62 ميل) شمال شرق تورينو وحوالي 45 كم (28 ميل) شمال غرب نوفارا على بحيرة أورتا. يحدها بلديات قيصرية، مادونا ديل ساسو، نونيو، أورتا، سان جوليو، بيتيناسكو، وسان موريزيو دي أوباليو.

## وصلات خارجية
- الموقع الرسمي